# Friardel
Friardel és un municipi francès situat al departament de Calvados i a la regió de Normandia. L'any 2007 tenia 235 habitants.

## Demografia

### Població
El 2007 la població de fet de Friardel era de 235 persones. Hi havia 90 famílies de les quals 20 eren unipersonals (12 homes vivint sols i 8 dones vivint soles), 27 parelles sense fills, 39 parelles amb fills i 4 famílies monoparentals amb fills.
La població ha evolucionat segons el següent gràfic:
Habitants censats

### Habitatges
El 2007 hi havia 114 habitatges, 87 eren l'habitatge principal de la família, 14 eren segones residències i 12 estaven desocupats. 112 eren cases i 2 eren apartaments. Dels 87 habitatges principals, 73 estaven ocupats pels seus propietaris, 12 estaven llogats i ocupats pels llogaters i 3 estaven cedits a títol gratuït; 2 tenien dues cambres, 6 en tenien tres, 25 en tenien quatre i 55 en tenien cinc o més. 66 habitatges disposaven pel capbaix d'una plaça de pàrquing. A 34 habitatges hi havia un automòbil i a 51 n'hi havia dos o més.

### Piràmide de població
La piràmide de població per edats i sexe el 2009 era:
| Homes | Edats   | Dones |
| ----- | ------- | ----- |
| 0     | 95 o +  | 0     |
| 0     | 90 a 94 | 0     |
| 4     | 85 a 89 | 4     |
| 0     | 80 a 84 | 0     |
| 4     | 75 a 79 | 12    |
| 4     | 70 a 74 | 0     |
| 4     | 65 a 69 | 12    |
| 8     | 60 a 64 | 4     |
| 0     | 55 a 59 | 8     |
| 4     | 50 a 54 | 0     |
| 12    | 45 a 49 | 4     |
| 0     | 40 a 44 | 8     |
| 16    | 35 a 39 | 4     |
| 8     | 30 a 34 | 16    |
| 4     | 25 a 29 | 4     |
| 0     | 20 a 24 | 4     |
| 0     | 15 a 19 | 4     |
| 4     | 10 a 14 | 12    |
| 12    | 5 a 9   | 4     |
| 8     | 0 a 4   | 16    |

## Economia
El 2007 la població en edat de treballar era de 152 persones, 117 eren actives i 35 eren inactives. De les 117 persones actives 112 estaven ocupades (64 homes i 48 dones) i 5 estaven aturades (3 homes i 2 dones). De les 35 persones inactives 11 estaven jubilades, 9 estaven estudiant i 15 estaven classificades com a «altres inactius».

### Ingressos
El 2009 a Friardel hi havia 88 unitats fiscals que integraven 238 persones, la mediana anual d'ingressos fiscals per persona era de 15.899 €.

### Activitats econòmiques
L'únic establiment que hi havia el 2007 era d'una empresa de serveis.
L'any 2000 a Friardel hi havia 28 explotacions agrícoles que ocupaven un total de 539 hectàrees.

## Poblacions més properes
El següent diagrama mostra les poblacions més properes.